# Хорхе Рольдан
Хорхе Рольдан Пополь (ісп. Jorge Roldán Popol, нар. 16 листопада 1940, Гватемала — пом. 8 червня 2023) — гватемальський футболіст, який грав на позиції півзахисника. Відомий за виступами в гватемальському клубі «Аурора», а також у складі збірної Гватемали, в складі якої брав участь у турнірі Олімпійських ігор 1968 року, а також у розіграшах чемпіонату націй КОНКАКАФ. Після закінчення виступів на футбольних полях — гватемальський футбольний тренер, відомий за роботою в клубі «Аурора» та національній збірній країни.

## Клубна кар'єра
Хорхе Рольдан розпочав виступи на футбольних полях у 1958 році в гватемальському клубі «Аурора». Він швидко завоював місце в основному складі команди, та провів у її складі майже всю кар'єру гравця, граючи в складі «Аурори» до 1973 року, та провів у її складі 380 матчів, у яких відзначився 111 забитими м'ячами, що є рекордом команди. У 1973—1974 роках Рольдан грав у складі іспанського клубу «Еркулес», після чого завершив виступи на футбольних полях.

## Виступи за збірну
У 1961 році Хорхе Рольдан дебютував у складі збірної Гватемали. У складі збірної футболіст грав на кількох турнірах чемпіонату націй КОНКАКАФ, і в складі збірної у 1967 році став переможцем чемпіонату. У 1968 році футболіст у складі збірної брав участь у футбольному турнірі Олімпійських ігор 1968 року, на якому гватемальська збірна вийшла до чвертьфіналу. Загалом у складі збірної Рольдан грав до 1973 року, провів у її складі 43 матчі, та відзначився 2 забитими м'ячами.

## Тренерська кар'єра
Після завершення кар'єри гравця у 1974 році Хорхе Рольдан очолив свій колишній клуб «Аурора», у якому працював до 1975 року. У 1976—1978 роках колишній футболіст очолював сальвадорський клуб «Онсе Мунісіпаль». У 1979 році Рольдан повернувся до роботи в клубі «Аурора», який він з перервою очолював до 1986 року. У 1988 році Рольдан одночасно очолив молодіжну та національну збірну Гватемали, та керував її діями на футбольному турнірі Олімпійських ігор 1988 року, на якому гватемальська збірна не подолала груповий бар'єр. У 1992—1995 роках з невеликою перервою колишній футболіст знову очолював клуб «Аурора». У 1995 році нетривалий час Рольдан знову очолював національну збірну країни.